# Eriopyga lathen
Eriopyga lathen är en fjärilsart som beskrevs av Dyar 1927. Eriopyga lathen ingår i släktet Eriopyga och familjen nattflyn. Inga underarter finns listade i Catalogue of Life.